# Гріх Оюкі
«Гріх Оюкі» (ісп. El pecado de Oyuki) — мексиканська теленовела виробництва компанії Televisa. У головних ролях Ана Мартін, Бой Ольмі та Сальвадор Санчес. Прем'єрний показ відбувся на каналі Las Estrellas 15 лютого — 5 серпня 1988 року. Сюжет теленовели адаптовано письменницею Іоландою Варгас Дульче за власним однойменним коміксом, вперше виданим 1949 року і навіяним оперою «Мадам Баттерфляй» Пуччині.

## Сюжет
1970-ті роки, Токіо. Юна японська танцівниця Оюкі Огіно закохується в художника-англійця Ірвінга Пойнтера, сина британського посла. Ютака, авторитарний і жорстокий старший брат Оюкі, планує видати її заміж за багатого японця. Леді Елізабет, мати Ірвінга, також проти стосунків сина з японкою. Оюкі втікає з Ірвінгом, вони одружуються і у них народжується дочка Юріко. Ютака знаходить їх і вбиває Ірвінга. Оюкі звинувачують у вбивстві чоловіка і засуджують до двадцяти років тюремного ув'язнення, а дворічну Юріко забирають батьки Ірвінга. П'ятнадцять років по тому Ютака помирає і перед смертю встигає зізнатися у скоєному, Оюкі звільняють і вона поспішає побачити свою доньку, яка її зовсім не пам'ятає...

## У ролях
- Ана Мартін — Оюкі Огіно
- Бой Ольмі — Ірвінг Пойнтер
- Сальвадор Санчес — Ютака Огіно
- Марта Рот  — леді Елізабет Пойнтер
- Хорхе Мартінес де Ойос  — сер Чарльз Пойнтер
- Рафаель Санчес Наварро — Орсон Брукс
- Анна Сільветті — Еліана Ромер
- Йошио — Того Фушоко / Такама Фушоко
- Патрисіо Кастільйо — Бертольдо Нотиінгем
- Еванхеліна Елісондо  — Діана
- Еріка Касуга — Суміко
- Ное Мураяма — Кіосо
- Сесілія Габріела  — Юріко Пойнтер / Лілі Пойнтер
- Патрисія Берналь  — Маргарита
- Аврора Клавель — Нанае Тайота
- Нурія Бахес — Рене Саган
- Хорхе Паіс — Томас Девідсон
- Марта Самора — Елен
- Ана Луїса Пелуффо — Іветта
- Гільєрмо Муррай — Річард Ромер
- Марно Су — Кіку
- Карла Накатані — Кікусан Тайота
- Мануель Гісар — Ведо Шибаяма
- Карлос Рікельме — Джон Гібсон
- Кармеліта Гонсалес  — Селадора Шисуко
- Анхеліна Релакс — Кейко
- Алісія Енсінас — Рейна Лемонд
- Бланка Торрес — місіс Брукс
- Енріке Гілаберт — містер Лемонд
- Росіта Пелайо — Грета
- Маргарита Ісабель — Мері
- Луїс Мануель Пелайо — Рігоберто Сміт
- Ева Кальво — Леонор
- Грасіела Бернард — Елена
- Франсес Ондів'єла — секретарка
- Рамон Менендес  — детектив Шварц
- Тео Тапія — Антоніо

## Нагороди та номінації
ACE Awards (1988)
- Найкращий актор (Сальвадор Санчес).
- Найкраща акторка (Ана Мартін).
- Найкраща акторка другого плану (Марта Рот).
- Найкращий режисер (Бенхамін Канн).

TVyNovelas Awards (1989)
- Найкраща операторська робота (Габріель Васкес Булман).
- Номінація на найкращу теленовелу (Люсі Ороско).
- Номінація на найкращу акторку (Ана Мартін).
- Номінація на найкращого лиходія (Сальвадор Санчес).
- Номінація на найкращу лиходійку (Марта Рот).
- Номінація на найкращу роль у виконанні заслуженої акторки (Марта Рот).
- Номінація на найкращу роль у виконанні заслуженого актора (Хорхе Мартінес де Ойос).
- Номінація на найкращу жіночу роль — відкриття (Сесілія Габріела).
- Номінація на найкращу чоловічу роль — відкриття (Бой Ольмі).